# Автобан A5 (Швейцарія)
Автобан A5 – автобан Швейцарії багато в чому відповідає національній дорозі 5, яка веде від A1 на південь від Івердон-ле-Бен на південному підніжжі Юри через Невшатель і Біль до Золотурна, де знову з’єднується з A1 біля Лютербаха.

## Національна дорога
A5 на своїх ділянках збігається з національною дорогою N5. Національна дорога розділена на три ділянки, прогнозований статус розширення яких визначений у федеральному указі про державну мережу доріг. Національна дорога позначається як магістральна дорога 5 на ділянках, які не розбудовані як автомагістраль або автомобільна дорога (державна дорога третього класу).

## проекти розширення
Тунель Тванн між однойменним містом Тванн і Лігерц буде реконструйований з 2013 по 2021 рік. Зокрема, буде замінено обладнання безпеки в тунелі та створені нові аварійні виходи кожні 300 метрів.
Щоб розвантажити село Тванн (середньодобова інтенсивність руху в 2018 році: 20 900), розробляється розширення тунелю Тванн у напрямку Біля. Однак у 2016 році Федеральний адміністративний суд визнав проект нездійсненним, оскільки східний портал у бік Біля надто сильно впливає на ландшафт.